# OR2A12
OR2A12 (англ. Olfactory receptor family 2 subfamily A member 12) – білок, який кодується однойменним геном, розташованим у людей на короткому плечі 7-ї хромосоми. Довжина поліпептидного ланцюга білка становить 310 амінокислот, а молекулярна маса — 35 213.
| 10         |  | 20         |  | 30         |  | 40         |  | 50         |
| ---------- |  | ---------- |  | ---------- |  | ---------- |  | ---------- |
| MESNQTWITE |  | VILLGFQVDP |  | ALELFLFGFF |  | LLFYSLTLMG |  | NGIILGLIYL |
| DSRLHTPMYV |  | FLSHLAIVDM |  | SYASSTVPKM |  | LANLVMHKKV |  | ISFAPCILQT |
| FLYLAFAITE |  | CLILVMMCYD |  | RYVAICHPLQ |  | YTLIMNWRVC |  | TVLASTCWIF |
| SFLLALVHIT |  | LILRLPFCGP |  | QKINHFFCQI |  | MSVFKLACAD |  | TRLNQVVLFA |
| GSAFILVGPL |  | CLVLVSYLHI |  | LVAILRIQSG |  | EGRRKAFSTC |  | SSHLCVVGLF |
| FGSAIVMYMA |  | PKSSHSQERR |  | KILSLFYSLF |  | NPILNPLIYS |  | LRNAEVKGAL |
| KRVLWKQRSM |  |            |  |            |  |            |  |            |

A: Аланін

C: Цистеїн

D: Аспарагінова кислота

E: Глутамінова кислота

F: Фенілаланін

G: Гліцин

H: Гістидин

I: Ізолейцин

K: Лізин

L: Лейцин

M: Метіонін

N: Аспарагін

P: Пролін

Q: Глутамін

R: Аргінін

S: Серин

T: Треонін

V: Валін

W: Триптофан

Кодований геном білок за функціями належить до рецепторів, g-білокспряжених рецепторів, білків внутрішньоклітинного сигналінгу. 
Локалізований у клітинній мембрані.